# 塩田川 (佐賀県)
塩田川（しおたがわ）は、佐賀県嬉野市・鹿島市・杵島郡白石町を流れる二級河川。嬉野市の中心河川であり、延長・流域面積ともに二級水系としては県内最大の規模を擁する。旧嬉野町域では嬉野川と呼ばれることもある。

## 地理

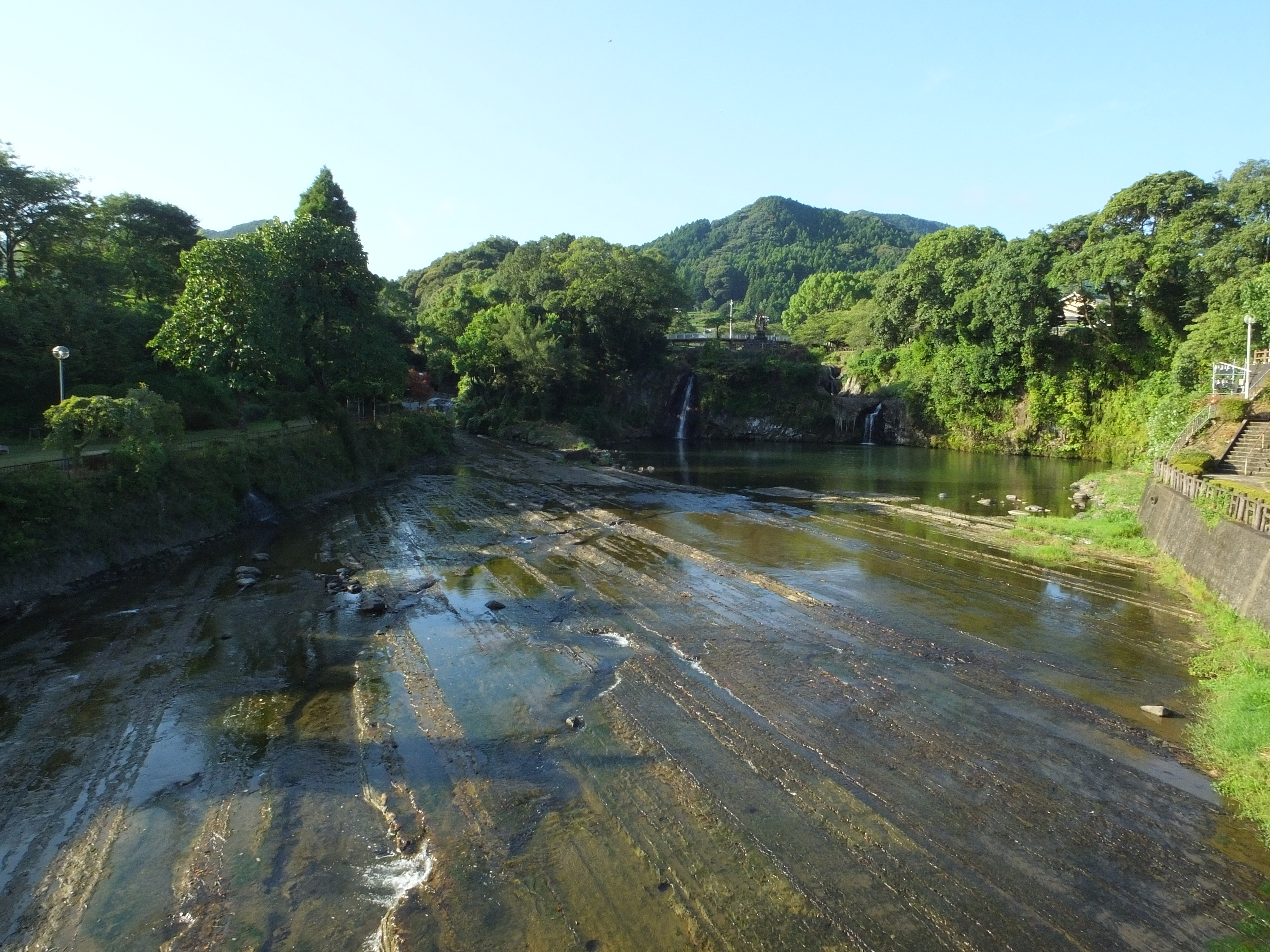
轟の滝全景（滝見橋より）

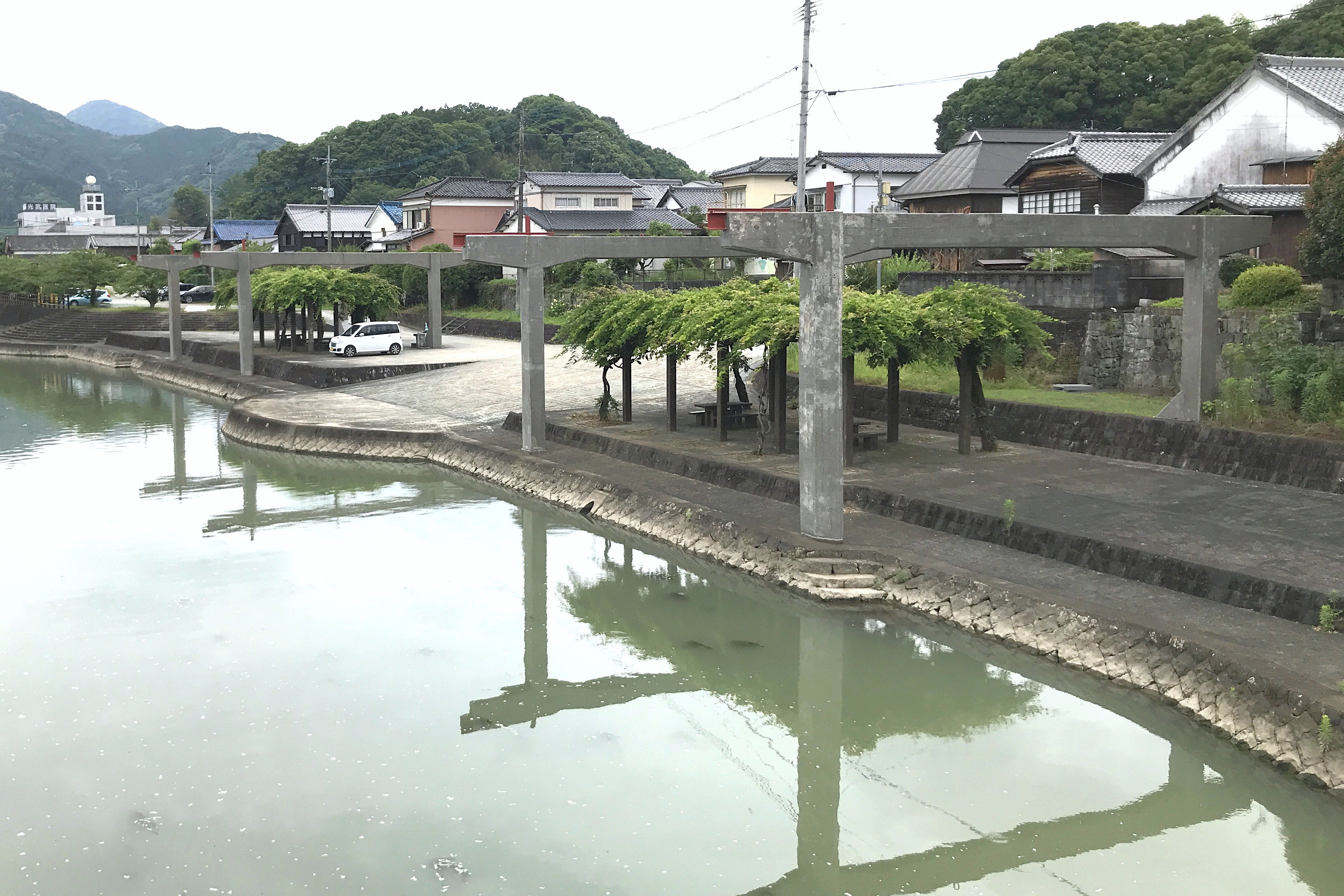
塩田津の荷揚げクレーン土台（塩田川旧河道・浦田川沿い）

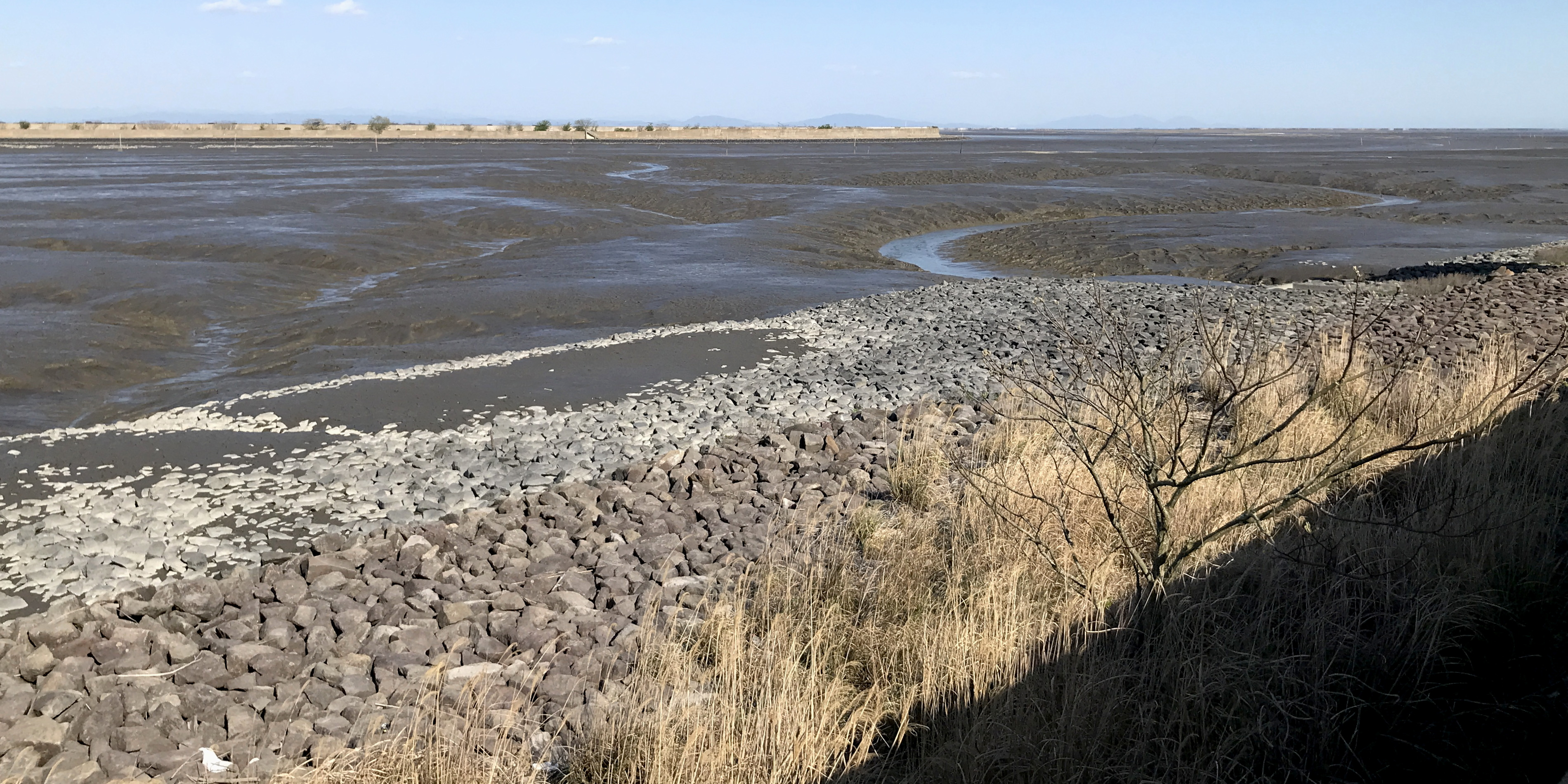
河口部の干潟

嬉野市嬉野町大字不動山北部、多良山系の虚空蔵山北部を水源とし南流する。水源は長崎県との県境にあたり、川棚川との分水嶺である。
まもなく皿屋谷川等複数の支流を合わせ、不動山東部へ抜けると岩屋川内川・椎葉川を続けて合わせる。これらの河川の合流部は轟の滝と呼ばれ、全国的にも珍しい平坦部にできた滝である。これは数百万年前頃の火山活動によって堆積岩の上を溶岩流が貫き形成された特徴的な地形で、滝周辺の川底は堆積岩が幅広く露出して水遊びも可能な浅瀬になっている。また一帯が轟の滝公園として整備され、散策も可能である。
轟の滝を越え、塩田川は南から嬉野市街地（旧嬉野町中心部）を貫流する。周囲は温泉街であり、中でも嬉野温泉公園周辺の嬉野橋（1927年架橋）やシーボルトの湯を臨む光景は嬉野温泉街の象徴とされ、2015年（平成27年）には撮影スポットとして新湯広場も整備された。温泉街はやがて九州新幹線嬉野温泉駅へ至る新興住宅街へと変わり、市街地を抜けると井手河内川・下宿川・吉田川を立て続けに合わせる。吉田川は塩田川水系最大の支流である。
以降は篠岳を囲む中山間部を流れ、大草野では武雄市南部から流れてきた小田志川を合わせる。篠岳より離れると佐賀平野南西部へ入り、塩田市街地（旧塩田町及び現在の嬉野市役所所在地）沿いを流れる。嬉野ほど大きな市街地ではなく、鹿島川も並流する平野部は水田が広がっている。八幡川・入江川を合わせると塩田川は杵島郡白石町との行政境となり、やがて嬉野市を抜け鹿島市・杵島郡白石町境となる。
白岩山南麓を東進し、河口の有明海感潮区域へ流入する。白石町域を流れる二級河川廻里江川もこの感潮区域を共にする。なお、河口部の肥前鹿島干潟はクロツラヘラサギ、ズグロカモメ、ホウロクシギ、チュウシャクシギなどの生息地で、ラムサール条約登録湿地である。
古くから有明海の満ち潮を利用した水運が活発に行われ、現在河口から約7kmにある塩田市街地には河港の塩田津があった。江戸時代に有田焼の原料となる陶石を天草地方から運び込む拠点となり、上流の川沿いには陶石を粉砕する水車小屋が設けられた（現代に入ると電動化し陶土工場となっている）。塩田津ではこのほか、農産物や塩田で焼かれた志田焼も多く取り扱われた。
『肥前国風土記』にも藤津郡・杵島郡を流れる川として記載され、名称についてもかつて「潮高満川」、転訛して「塩田川」と呼ばれている旨が記されている。また、嬉野の地名は、塩田川の上流（末端を意味する末（うれ）、意味を強める助詞（し））にある土地（野）に由来するとされる。
水害の多かった歴史を背景にして、流域には不動山、下宿、大草野、馬場下、北鹿島と上流から下流に至るまで、水神を祀る丹生神社（たんじょう-）が複数ある。

## 治水

### 水害史

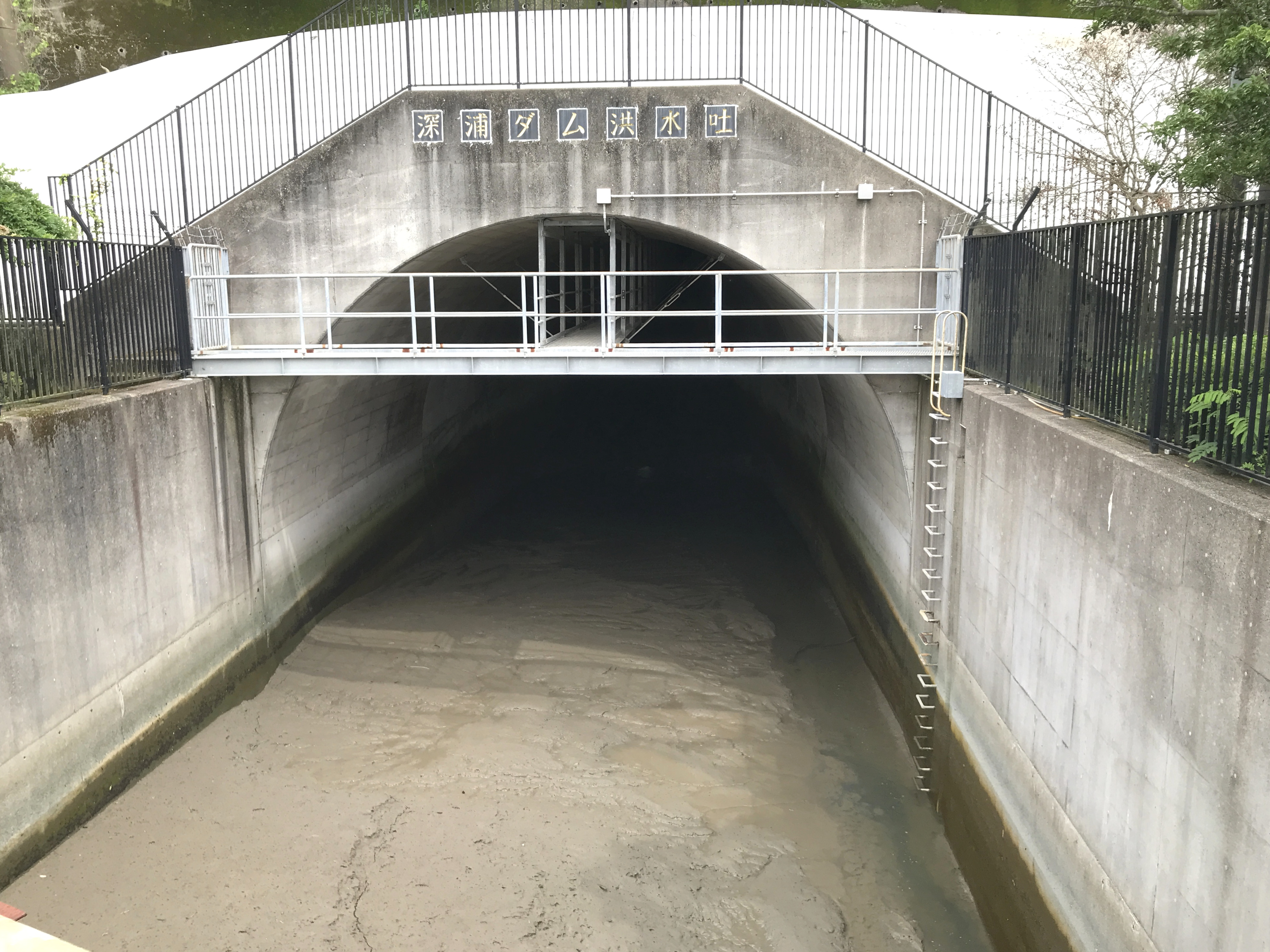
深浦ダム放水路トンネル出口

塩田川は従前より水害をたびたび引き起こしていたが、中でも1962年7月と1976年9月の水害は流域に甚大な被害をもたらした。
1962年（昭和37年）7月8日の水害では、大雨により堤防の決壊で氾濫が起き、死者6人、重軽傷者31人、住家の全壊・流失20戸、床上浸水486戸、床下415戸を数えた。被害額は15億9千万円（当時）に上り、塩田町は災害救助法適用となった。自衛隊、他の町村の消防団や青年団、日本赤十字社の医療救護班などから救援があり、義援金も寄せられた。
1970年（昭和45年）8月14日 - 15日には、台風9号の大雨による塩田川などの堤防決壊で洪水が起きている。1976年（昭和51年）9月13日の水害は台風17号の大雨によるもので、堤防決壊により塩田町中心部が浸水し、被害額は16億2814万円（当時）に上った。

### ダム整備による流量調節
このような中、ダム建設や河川改修などの抜本的な治水対策が望まれ、ダム事業が進められる。治水計画上、上流ダム群として3つのダムが計画され、支流の岩屋川内川では1967年（昭和42年）度より岩屋川内ダムの建設に着手、1974年（昭和49年）度に竣工した。これに続き支流の吉田川において、1987年（昭和62年）度より2つ目となる横竹ダムの建設に着手し、2001年（平成13年）度に竣工した。現在はこの2ダムによって下流平野部において毎秒300立方メートルの洪水削減を実現しているが、洪水対策のみにとどまらず流域で頻発していた水不足に対する必要流量の確保という役割をも担っている。
塩田川最上流部には、治水対策及び上水確保の多目的ダムとして不動ダムの計画も存在し、3つ目の上流ダム群として当初計画通り建設を求める声もある。現在は2ダムで30年に一度の水害（1日の総雨量270mm想定）に耐え得る状態だが、治水安全計画では50年に一度の水害（総雨量350mm想定）へ引き上げる将来計画であり、河川改修断面や堤防の強度設計もこれを前提としている。しかし、社会情勢の影響もあり佐賀県による事業化の見込みは現時点で立っていない。
これらの上流ダム群とは別に、下流でも支流の治水対策としてダムが建設されている。白石町の河口付近を流れる深浦川では、洪水調節のため1977年（昭和52年）度より深浦ダムの建設に着手し、1989年（平成元年）度に竣工した。同時にダムから塩田川までの河川トンネルを白岩山に開通させ、深浦川とは別に洪水を直接塩田川へ排出する対策が取られた。

### 河川改修と親水化

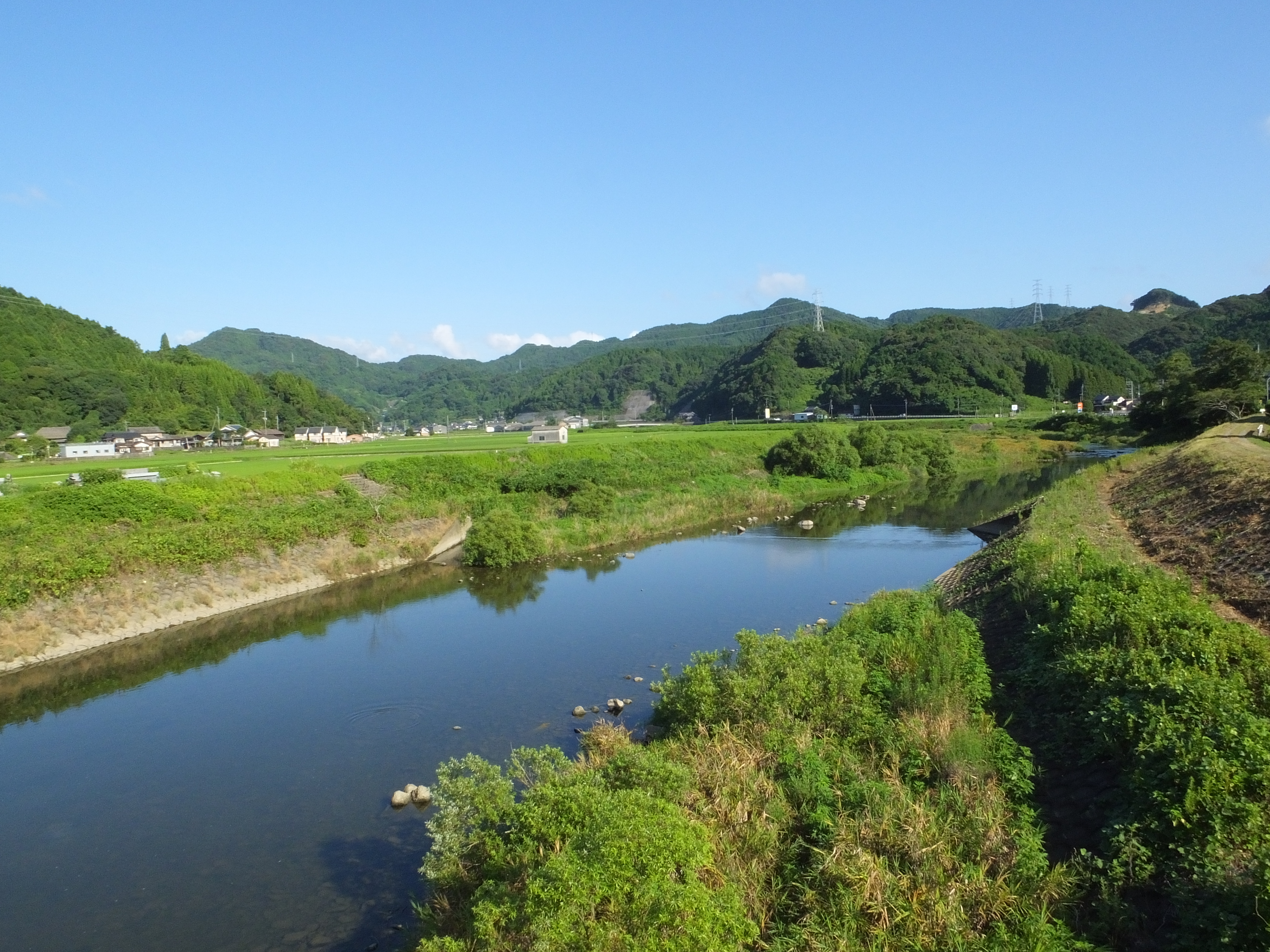
前郷橋より上流方

前述した過去の水害を受け、河川改修も進められた。河川激甚災害対策特別緊急事業（激特事業）を取り入れ、1962年（昭和47年）度より事業が開始された。塩田町中心部の町浦地区を蛇行して流れていたところは、同年から1967年にかけて400m余り短縮する工事が行われた。
2004年（平成16年）度までに吉田川合流点から古渡橋までの12km区間が改修されたことで河川改修は全て終了し、現在は維持管理の段階にある。
なお馬場下地区には、「鳥の羽重ね」とも呼ばれる霞堤と遊水地が設けられていた。宝歴13年（1763年）に庄屋であった前田伸右衛門により造られ、鳥の羽のように川の左右に交互に重ねた副堤防を設け、残しておいた本堤防の切れ目から出水を誘導した。以降、氾濫の悪影響を受けていた土地を水田に拓けるようになり、出水後に遊水地に残される客土も利用できるようになった。鳥の羽重ねは塩田川にいくつかあったが、河川改修によって現代の堤防に代替され、遺構が唯一源蔵地区に残されている。
また1987年（昭和62年）度よりふるさとの川モデル事業の指定を受け、「ぷれいリバーイン塩田」をメインテーマとした水辺空間の創出が進められた。親水施設の整備として、1992年（平成4年）から1996年（平成8年）までの5年間で、轟の滝からシーボルトの湯までの1.4kmにつき県単独事業で親水護岸を作り、水遊びや散策ができるような空間とした。その後2004年（平成16年）から2007年（平成19年）にかけて、シーボルトの湯の対岸に嬉野温泉公園を地元市の25%負担を伴う県単独事業（水辺空間創出事業）によって整備し、地域活性化の拠点とした。

### 河口の赤潮被害

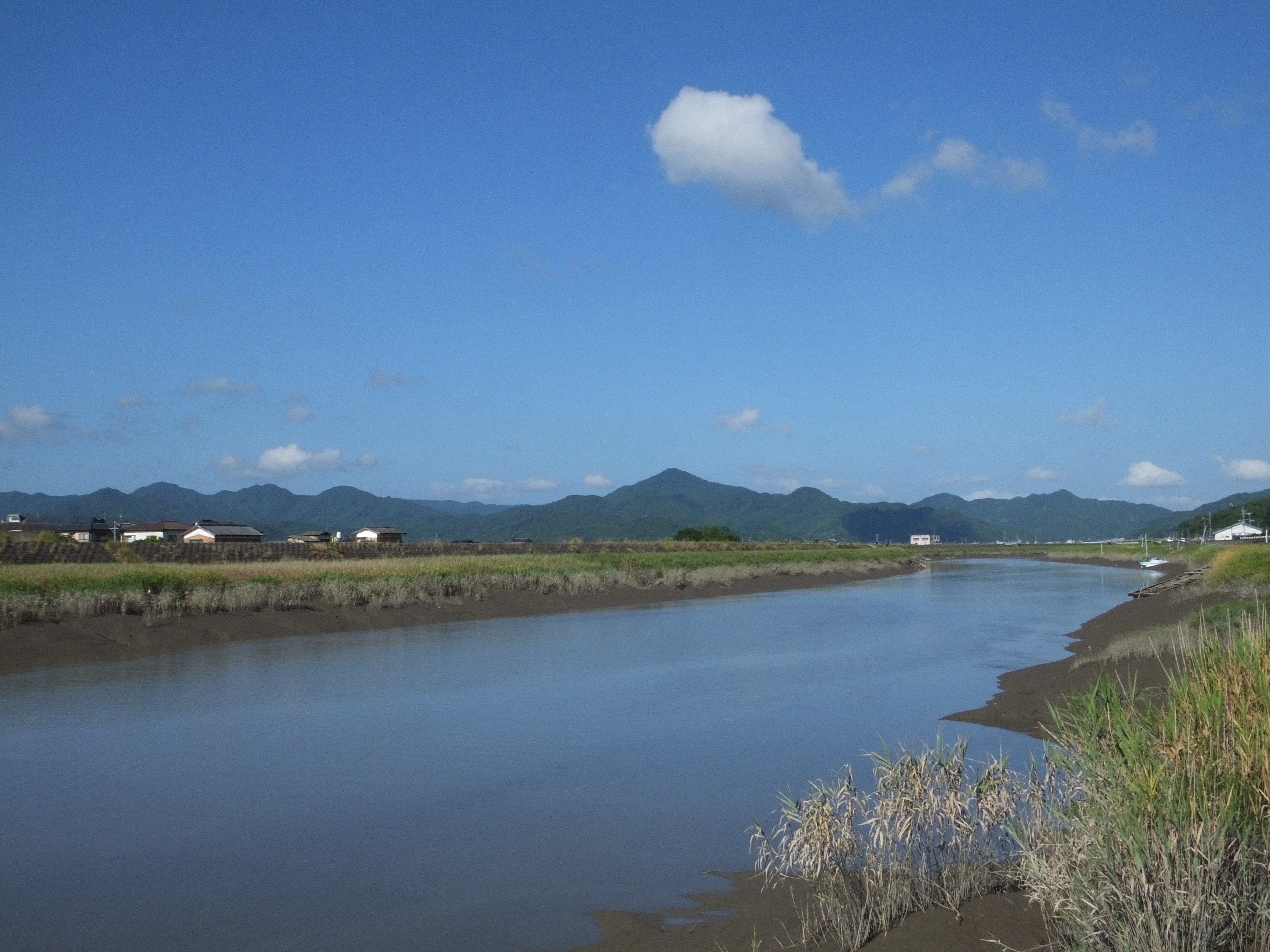
河口付近（百貫橋上流）

有明海は本河川以外に複数の一級水系の河口となっており、これらの河川から栄養塩が供給されることで海苔の養殖が全国で最も盛んな地域である。しかしながら秋芽期から冷凍網期にかけて塩田川河口を中心に赤潮がたびたび発生し、海苔が色落ちしてしまうこと、特にこの赤潮が塩田川河口を発生源として鹿島市や白石町の西部漁場一帯にまで拡大してしまうことが問題視されるようになった。これは主に、海苔漁場の澪に泥が堆積し河川からの栄養塩供給が停滞すること、加えて潮流の停滞・淡水化に伴い富栄養化することで、栄養塩を消費するアステリオネラ・スケレトネマ・ユーカンピア等の珪藻が大量発生するものである。
河口の流れは国営諫早湾干拓事業の影響を強く受けるため、2006年（平成18年）度に総合的な環境調査及びシミュレーションを実施し、塩田川河口付近より東北東に約2km・幅30mの澪を掘削する方針を決定。2007年（平成19年）度・2008年（平成20年）度の2年間で半分ずつ作澪が行われた。そして2011年（平成23年）度には塩田川河口の浚渫も実施された。にもかかわらず2011年（平成23年）12月から2012年（平成24年）2月にかけて赤潮が長期間続いたことを受け、地元からは更なる作澪要望が上がった。佐賀県は再び海底地形の測量や潮流調査を実施し、作澪場所の移動及び規模の大幅拡大（幅40mないし長さ4km）が効果的との結論を得た。2013年（平成25年）度に国の補助事業採択を経て作澪を行い、現在の施工延長は約6,400mとなっている。
一方、赤潮の原因を諫早湾干拓から大量の淡水を秋芽期から冷凍網期（張替準備期間）にピンポイントで排水する点に求める指摘もあり、諫早湾の開門調査なくして根本的な解決は不可能との声も上がっている。

## 支流

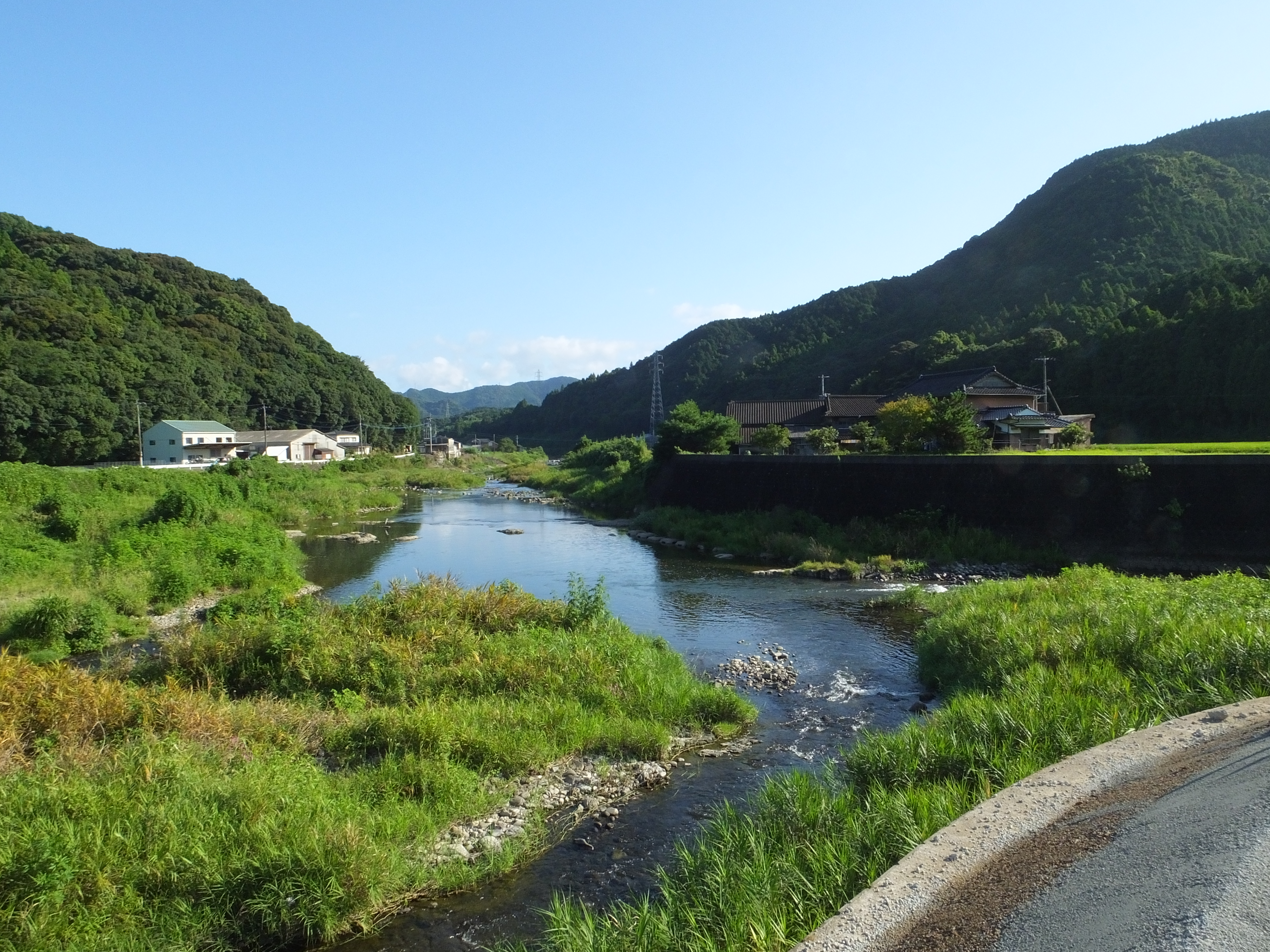
塩田川と吉田川（右）の合流地点

上流より記載、太字は二級河川
- 皿屋谷川
- 俵坂川
- 岩屋川内川
- 椎葉川
- 内山谷川
- 湯野田川
- 平石川
- 井手河内川
- 下宿川
  - 内野山川
- 吉田川
  - 鞘川
  - 小井手川
  - 西川内川
  - 宇留戸川
  - 岩瀬戸川
  - 七ツ川内川
- 小田志川
  - 秋山川
- 鍋野川
- 畦川内川
  - 流海川
- 八幡川
  - 浦田川
- 入江川
  - 北目川
- 深浦川

## 主な橋
上流より記載
- ○○橋
- 田手ノ坂橋
- 狩立橋

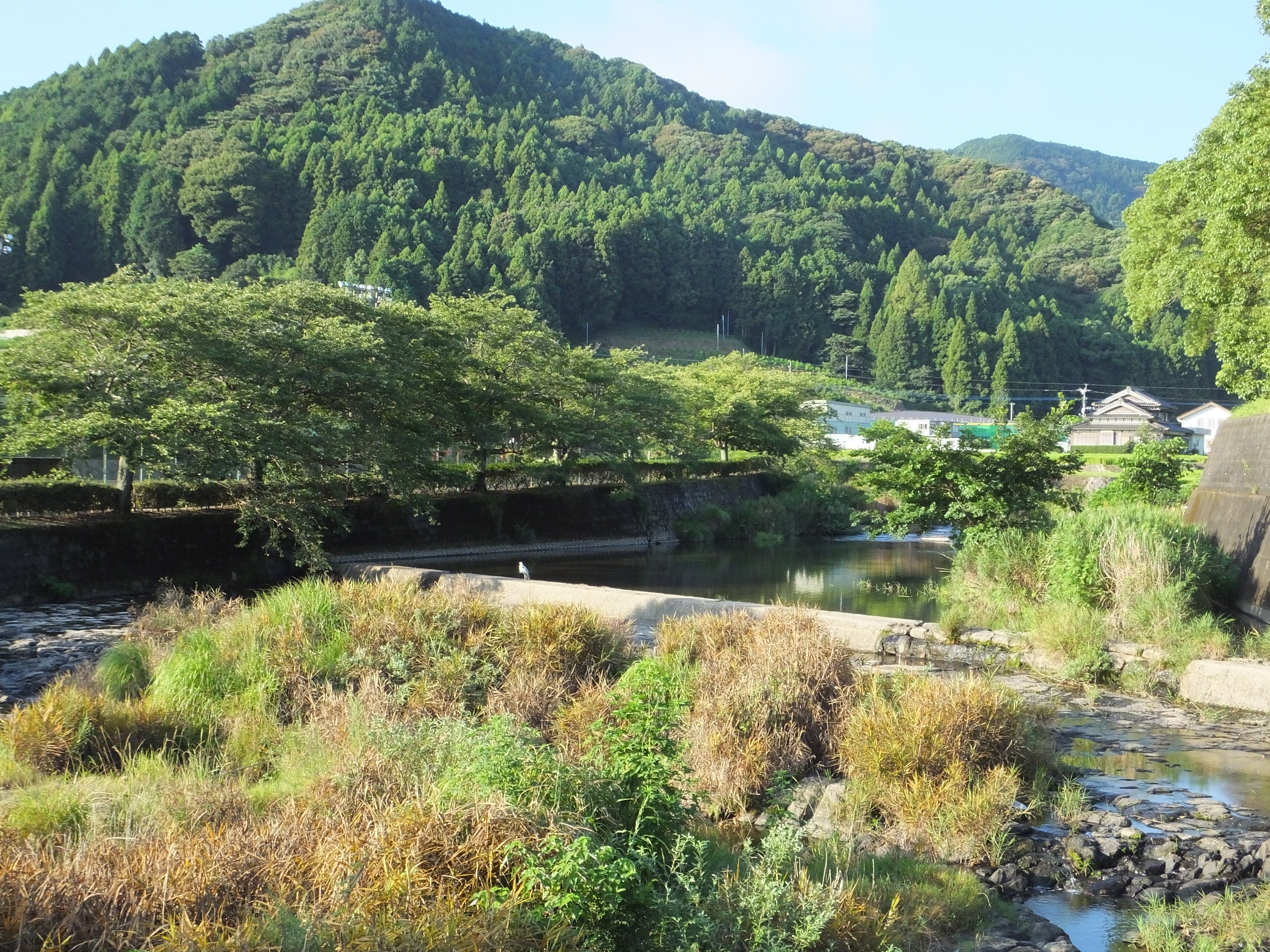
日子山橋より上流方

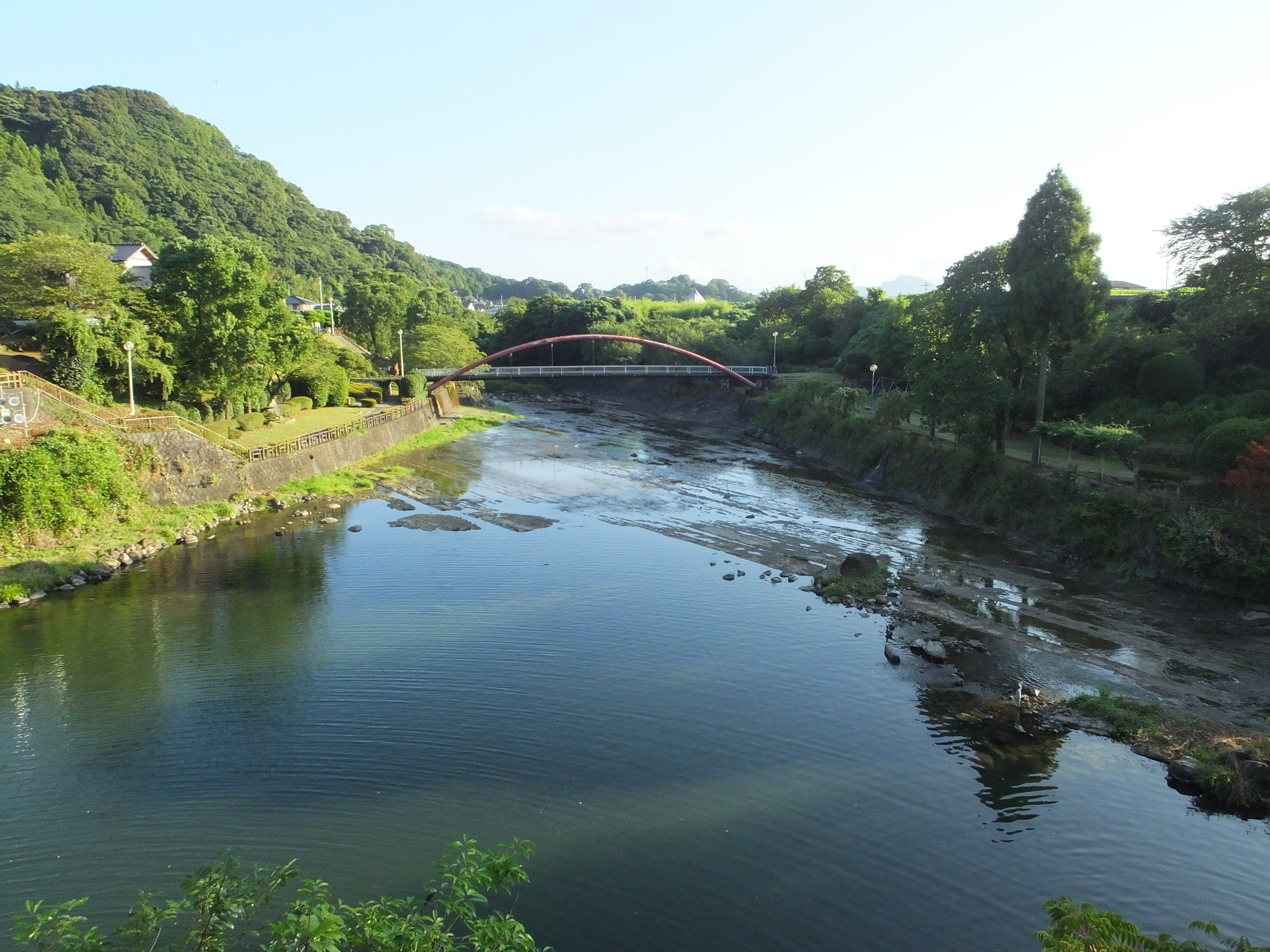
轟の滝公園より下流方を望む

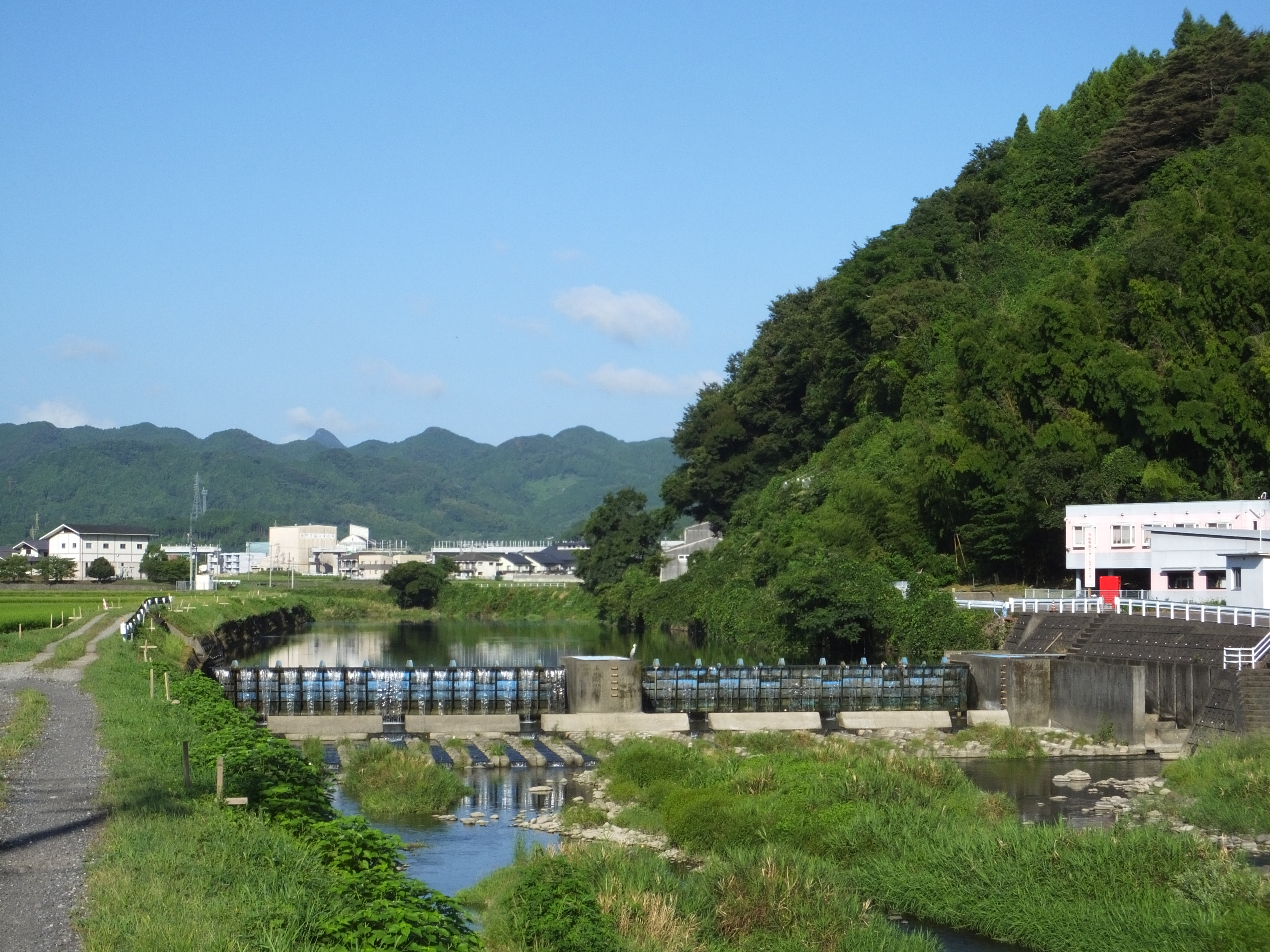
落合橋より上流方

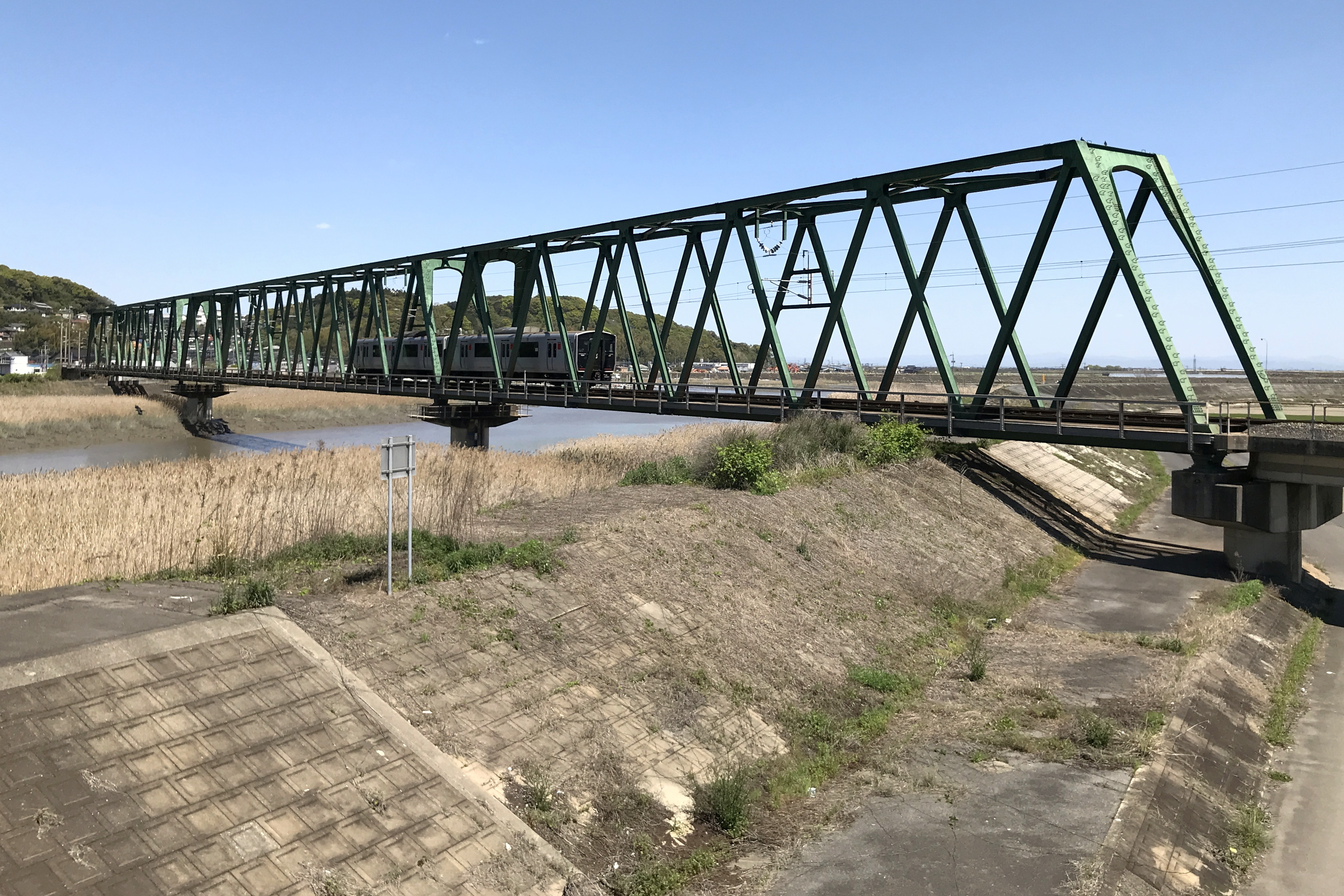
塩田川橋梁。軟弱地盤にあって干満差で橋脚の間隔が数十mm伸縮するため、これを吸収する工夫が施されている。

- 井手橋 - 佐賀県道・長崎県道106号嬉野川棚線
- ○○橋
- ○○橋
- 塩田川橋 - 長崎自動車道
- ○○橋
- 井手上橋
- 平野橋 - 国道34号
- 日守橋
- 日子山橋
- 滝見橋
- 轟橋 - 長崎県道・佐賀県道6号大村嬉野線
- ○○橋
- 曙橋
- 嬉野橋
- 温泉橋
- （和多屋別荘旅館橋）
- 中井手橋
- 下井手橋
- 鋸橋 - 佐賀県道41号鹿島嬉野線
- 嬉野温泉駅高架橋 - JR西九州新幹線
- ○○橋
- 一丁田橋
- 落合橋
- 式南橋 - 佐賀県道346号嬉野下宿塩田線
- 蛍橋
- 橋山橋
- 前郷橋
- 今川橋
- 唐泉橋
- 塩田橋 - 国道498号。
- 袋大橋
- 牛間田橋
- 古渡橋
- 百貫橋 - 国道207号
- 塩田川橋梁 - JR長崎本線

## 参考資料
- 岩屋川内ダム（佐賀県）
- 深浦ダム（佐賀県）
- 横竹ダム（佐賀県）